# Selce (powiat Poltár)
Selce – wieś (obec) na Słowacji położona w kraju bańskobystrzyckim, w powiecie Poltár. Pierwsze wzmianki o miejscowości pochodzą z roku 1303.
Według danych z dnia 31 grudnia 2012, wieś zamieszkiwało 117 osób, w tym 61 kobiet i 56 mężczyzn.
W 2001 roku rozkład populacji względem narodowości i przynależności etnicznej wyglądał następująco:
- Słowacy – 96,94%
- Romowie – 1,02%
- Węgrzy – 2,04%

Ze względu na wyznawaną religię struktura mieszkańców kształtowała się w 2001 roku następująco:
- Katolicy rzymscy – 72,45%
- Ewangelicy – 19,39%
- Ateiści – 8,16%